# 南丫島北角碼頭
南丫島北角碼頭，又稱南丫島北角村碼頭，是位於香港南丫島北部北角村的一個碼頭，屬於香港政府於2017年制訂的「改善碼頭計劃」內被選定的10個位置偏遠的碼頭之一，是該計劃下的首個項目，並預定於2019年進行重建，施工期約為兩年。

## 歷史

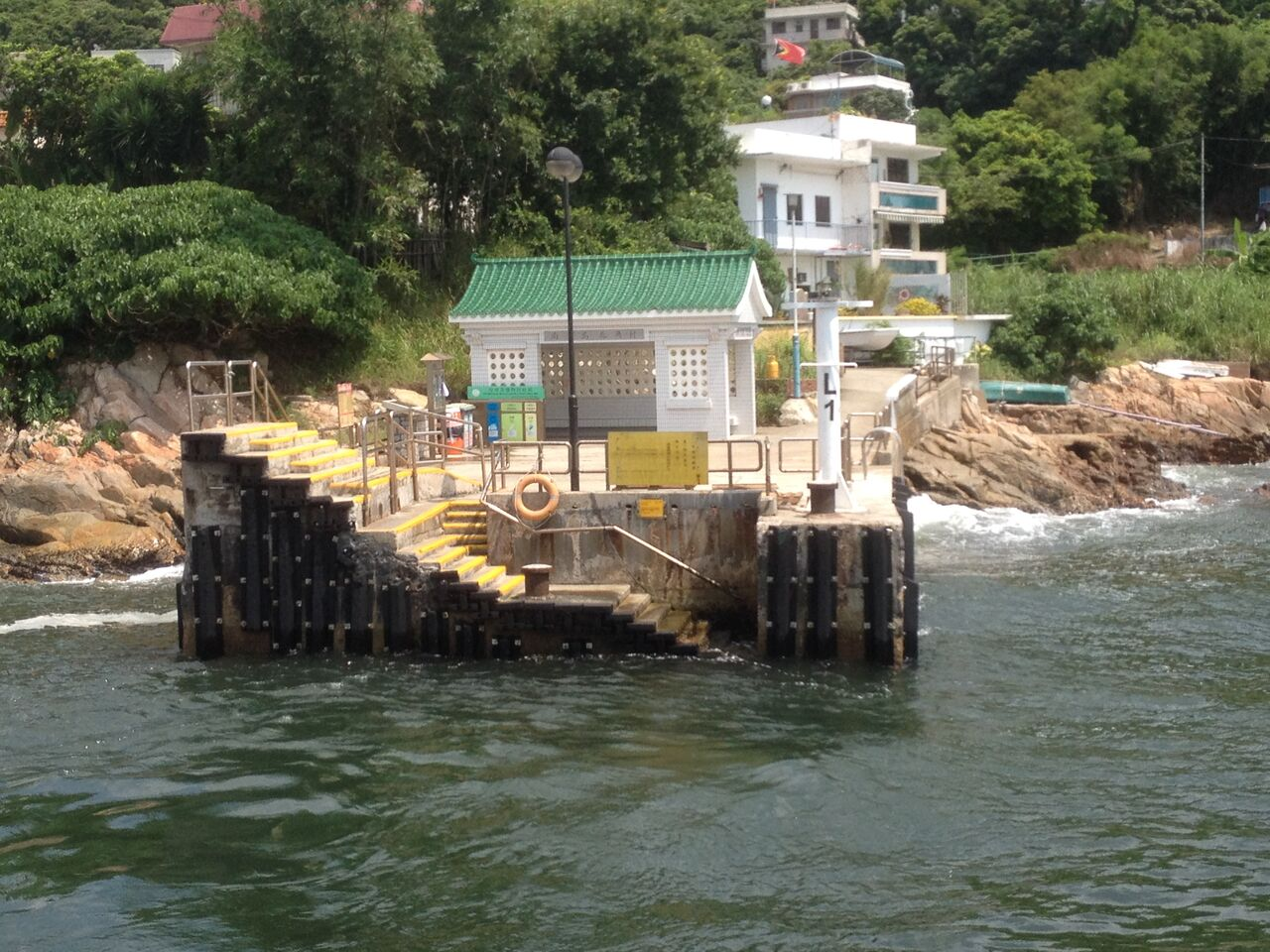
重建前的南丫島北角碼頭

碼頭位於南丫島北面，1950年代由村民集資興建，並在1970年代由村民尋求資金重建。碼頭原為供北角村村民出入及運載貨物使用的街渡碼頭，並在1990年代轉型為來往「榕樹灣－北角村－香港仔」的渡輪碼頭。碼頭每日有約四百名乘客使用，而旅遊人士亦會使用碼頭。惟碼頭設計簡陋，不能放置跳板，船隻只能將船頭靠近碼頭讓乘客上落，而此舉容易受季候風和海浪影響，故靠泊情況並不理想，乘客上落時也十分不便。在北角新村居住逾七十五年的原居民代表周慶福也指，北角碼頭已使用多年，頗為殘舊。

### 重建倡議
重建碼頭的倡議始見於2007年，其時由南丫島地區人士及北段鄉事委員會提出。離島民政事務處後於2008年和2011年分別在北角村碼頭進行有限度的維修（如維修碼頭的地基、混凝土登岸梯級及更換橡膠護舷等）及為碼頭維修梯級。運輸署曾於2010年7月在北角村碼頭進行使用量調查，而由於調查結果顯示碼頭的使用量偏低，香港政府當時未有計劃在北角村重建碼頭或興建新碼頭。

### 改善碼頭計劃
香港政府於2017年制訂「改善碼頭計劃」時，把碼頭納入其選定的10個位置偏遠的碼頭之一，而碼頭也因而成為該計劃下的首個工程項目。香港政府擬於南丫島北面約9670平方米的前濱及海床範圍內重建北角碼頭，預計於2019年下半年展開，並於2021年完成。土木工程拓展署工程師許伊琳表示，新碼頭將提供兩個泊位，並可讓渡輪以側靠模式泊岸，並加裝減浪板以穩定船隻，令乘客上落更方便和安全，另會增添上蓋、斜道、座椅、太陽能發電板、Wi-Fi、飲水機、充電設施等設施。根據土木工程拓展署的文件資料，新碼頭上蓋的設計將以簡約為主，上蓋物料為強化玻璃，玻璃下方加上環保木條作美化及遮擋強烈陽光，亦會設有坐椅及欄杆。至於現有碼頭的登岸梯級，日後將會拆除並換上混凝土磚，亦會加設欄杆。該工程並不屬於《環境影響評估條例》的指定工程項目，但工程期間會採用非撞擊式打樁法、低噪音機動設備、等緩解環境影響措施，以將影響盡量減低。有居民相信，該項目有助年長村民及輪椅人士更方便地出入北角新村等地。重建後的新碼頭最後於2022年11月14日啟用。